# Lista planetelor minore: 93001–94000
| Nume                                            | Denumire provizorie                             | Data descoperirii                               | Locul descoperirii                              | Descoperitor(i)                                 |                                                 |                                                 |                                                 |                                                 |                                                 |                                                 |                                                 |                                                 |                                                 |                                                 |                                                 |                                                 |                                                 |                                                 |                                                 |                                                 |                                                 |                                                 |                                                 |                                                 |                                                 |                                                 |                                                 |                                                 |                                                 |                                                 |                                                 |                                                 |                                                 |                                                 |                                                 |                                                 |                                                 |                                                 |                                                 |                                                 |                                                 |                                                 |                                                 |                                                 |                                                 |                                                 |                                                 |                                                 |                                                 |
| 93001–93100 Lista planetelor minore/93001–93100 | 93001–93100 Lista planetelor minore/93001–93100 | 93001–93100 Lista planetelor minore/93001–93100 | 93001–93100 Lista planetelor minore/93001–93100 | 93001–93100 Lista planetelor minore/93001–93100 | 93101–93200 Lista planetelor minore/93101–93200 | 93101–93200 Lista planetelor minore/93101–93200 | 93101–93200 Lista planetelor minore/93101–93200 | 93101–93200 Lista planetelor minore/93101–93200 | 93101–93200 Lista planetelor minore/93101–93200 | 93201–93300 Lista planetelor minore/93201–93300 | 93201–93300 Lista planetelor minore/93201–93300 | 93201–93300 Lista planetelor minore/93201–93300 | 93201–93300 Lista planetelor minore/93201–93300 | 93201–93300 Lista planetelor minore/93201–93300 | 93301–93400 Lista planetelor minore/93301–93400 | 93301–93400 Lista planetelor minore/93301–93400 | 93301–93400 Lista planetelor minore/93301–93400 | 93301–93400 Lista planetelor minore/93301–93400 | 93301–93400 Lista planetelor minore/93301–93400 | 93401–93500 Lista planetelor minore/93401–93500 | 93401–93500 Lista planetelor minore/93401–93500 | 93401–93500 Lista planetelor minore/93401–93500 | 93401–93500 Lista planetelor minore/93401–93500 | 93401–93500 Lista planetelor minore/93401–93500 | 93501–93600 Lista planetelor minore/93501–93600 | 93501–93600 Lista planetelor minore/93501–93600 | 93501–93600 Lista planetelor minore/93501–93600 | 93501–93600 Lista planetelor minore/93501–93600 | 93501–93600 Lista planetelor minore/93501–93600 | 93601–93700 Lista planetelor minore/93601–93700 | 93601–93700 Lista planetelor minore/93601–93700 | 93601–93700 Lista planetelor minore/93601–93700 | 93601–93700 Lista planetelor minore/93601–93700 | 93601–93700 Lista planetelor minore/93601–93700 | 93701–93800 Lista planetelor minore/93701–93800 | 93701–93800 Lista planetelor minore/93701–93800 | 93701–93800 Lista planetelor minore/93701–93800 | 93701–93800 Lista planetelor minore/93701–93800 | 93701–93800 Lista planetelor minore/93701–93800 | 93801–93900 Lista planetelor minore/93801–93900 | 93801–93900 Lista planetelor minore/93801–93900 | 93801–93900 Lista planetelor minore/93801–93900 | 93801–93900 Lista planetelor minore/93801–93900 | 93801–93900 Lista planetelor minore/93801–93900 | 93901–94000 Lista planetelor minore/93901–94000 | 93901–94000 Lista planetelor minore/93901–94000 | 93901–94000 Lista planetelor minore/93901–94000 | 93901–94000 Lista planetelor minore/93901–94000 | 93901–94000 Lista planetelor minore/93901–94000 |
| ----------------------------------------------- | ----------------------------------------------- | ----------------------------------------------- | ----------------------------------------------- | ----------------------------------------------- | ----------------------------------------------- | ----------------------------------------------- | ----------------------------------------------- | ----------------------------------------------- | ----------------------------------------------- | ----------------------------------------------- | ----------------------------------------------- | ----------------------------------------------- | ----------------------------------------------- | ----------------------------------------------- | ----------------------------------------------- | ----------------------------------------------- | ----------------------------------------------- | ----------------------------------------------- | ----------------------------------------------- | ----------------------------------------------- | ----------------------------------------------- | ----------------------------------------------- | ----------------------------------------------- | ----------------------------------------------- | ----------------------------------------------- | ----------------------------------------------- | ----------------------------------------------- | ----------------------------------------------- | ----------------------------------------------- | ----------------------------------------------- | ----------------------------------------------- | ----------------------------------------------- | ----------------------------------------------- | ----------------------------------------------- | ----------------------------------------------- | ----------------------------------------------- | ----------------------------------------------- | ----------------------------------------------- | ----------------------------------------------- | ----------------------------------------------- | ----------------------------------------------- | ----------------------------------------------- | ----------------------------------------------- | ----------------------------------------------- | ----------------------------------------------- | ----------------------------------------------- | ----------------------------------------------- | ----------------------------------------------- | ----------------------------------------------- |

| Predecesor: 92001–93000 | Lista planetelor minore 93001–94000 Semnificații ale numelor: 93001–94000 | Succesor: 94001–95000 |